# 1943 في السعودية
تحتوي هذه المقالة على أهم الأحداث التي شهدتها السعودية في 1943، إضافة إلى أهم الشخصيات السعودية التي وُلدت أو تُوفيت في هذه السنة.

## السياسة

### الحكم
الملك: عبد العزيز بن عبد الرحمن آل سعود

### تعيينات
- الأمير منصور بن عبد العزيز آل سعود وزيراً للدفاع ومفتشاً عاماً للأمور العسكرية.[1]

- الأمير سلطان بن عبد العزيز آل سعود رئيساً للحرس الملكي.

## أحداث
- قيام قائد القوات الأمريكية في الشرق الأوسط رالف رويس بزيارة جدة، وبذلك أصبح أول مسؤول أمريكي يزور السعودية.[2]

### يناير
- انتهاء أعمال الحفر في بئر بقيق رقم 3.[3]

### مايو
- 1: توقيع اتفاقية للصداقة وحسن الجوار بين الكويت والسعودية، وأخرى تجارية، بالإضافة إلى اتفاقية خاصة بتسليم المجرمين.[2]

### نوفمبر
- 10: إنشاء وزارة الدفاع، لتحل مكان وكالة الدفاع.[1]

## مواليد
- بندر بن فيصل بن عبد العزيز آل سعود، فريق طيار ركن ومستشار عسكري سابق.
- محمد بن عبد الله بن فيصل بن عبد العزيز آل سعود، شاعر ورجل أعمال.
- نايف بن سعود بن عبد العزيز آل سعود، أحد أبناء الملك سعود.
- عبد العزيز بن عبد الله آل الشيخ، مفتي عام السعودية.
- منصور التركي، أول متحدث باسم وزارة الداخلية السعودية وعضو مجلس الشورى.
- أسامة شبكشي، وزير الصحة سابقاً.
- سعد خضر، ممثل ومؤلف ومنتج.[4]
- أحمد صالح الصالح، شاعر.[5]

### فبراير
- 12: حسن أبو خمسين، فقيه جعفري وقاضي.

### يوليو
- 3: خلف بن هذال، شاعر.

## وفيات

### يونيو
- 4: عبد الله بن معتوق القطيفي، فقيه وشاعر سعودي (و. 1857).

### يوليو
- 25: محمد بن عبد الرحمن بن فيصل آل سعود، أخ الملك عبد العزيز بن عبد الرحمن آل سعود وأهم الرجالات في عهده (و. 1882).